# Winterberg, Tyskland
Winterberg, Tyskland är en stad i Hochsauerlandkreis i Regierungsbezirk Arnsberg i förbundslandet Nordrhein-Westfalen i Tyskland.